# Corella River
Corella River är ett vattendrag i Australien. Det ligger i delstaten Queensland, omkring 1 500 kilometer nordväst om delstatshuvudstaden Brisbane.
Trakten runt Corella River består i huvudsak av gräsmarker. Trakten runt Corella River är nära nog obefolkad, med mindre än två invånare per kvadratkilometer. Genomsnittlig årsnederbörd är 506 millimeter. Den regnigaste månaden är februari, med i genomsnitt 126 mm nederbörd, och den torraste är augusti, med 1 mm nederbörd.